# Crónicas de Núremberg

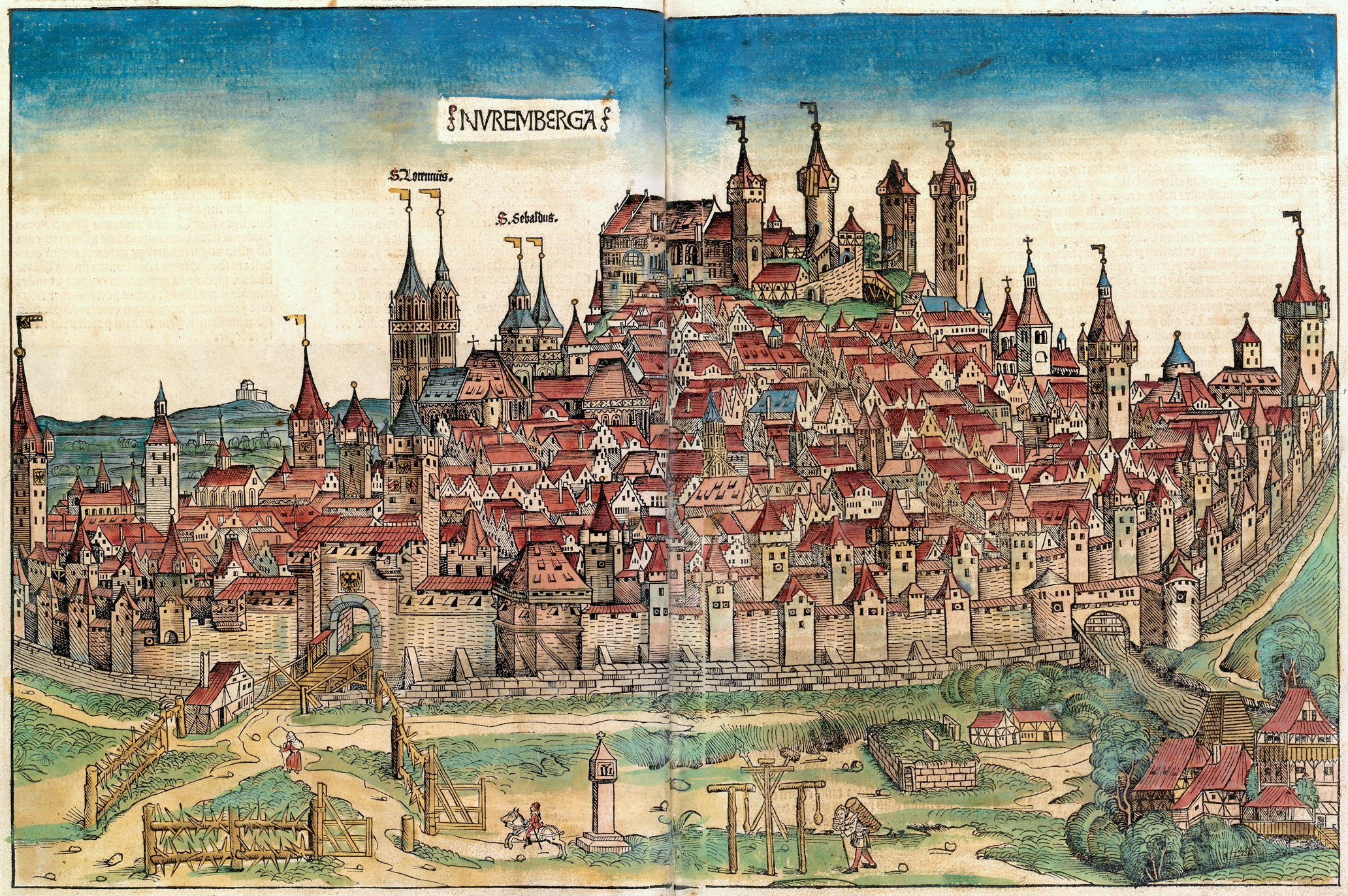
La ciudad de Núremberg, xilografía del Liber chronicarum coloreada a mano, 1493.

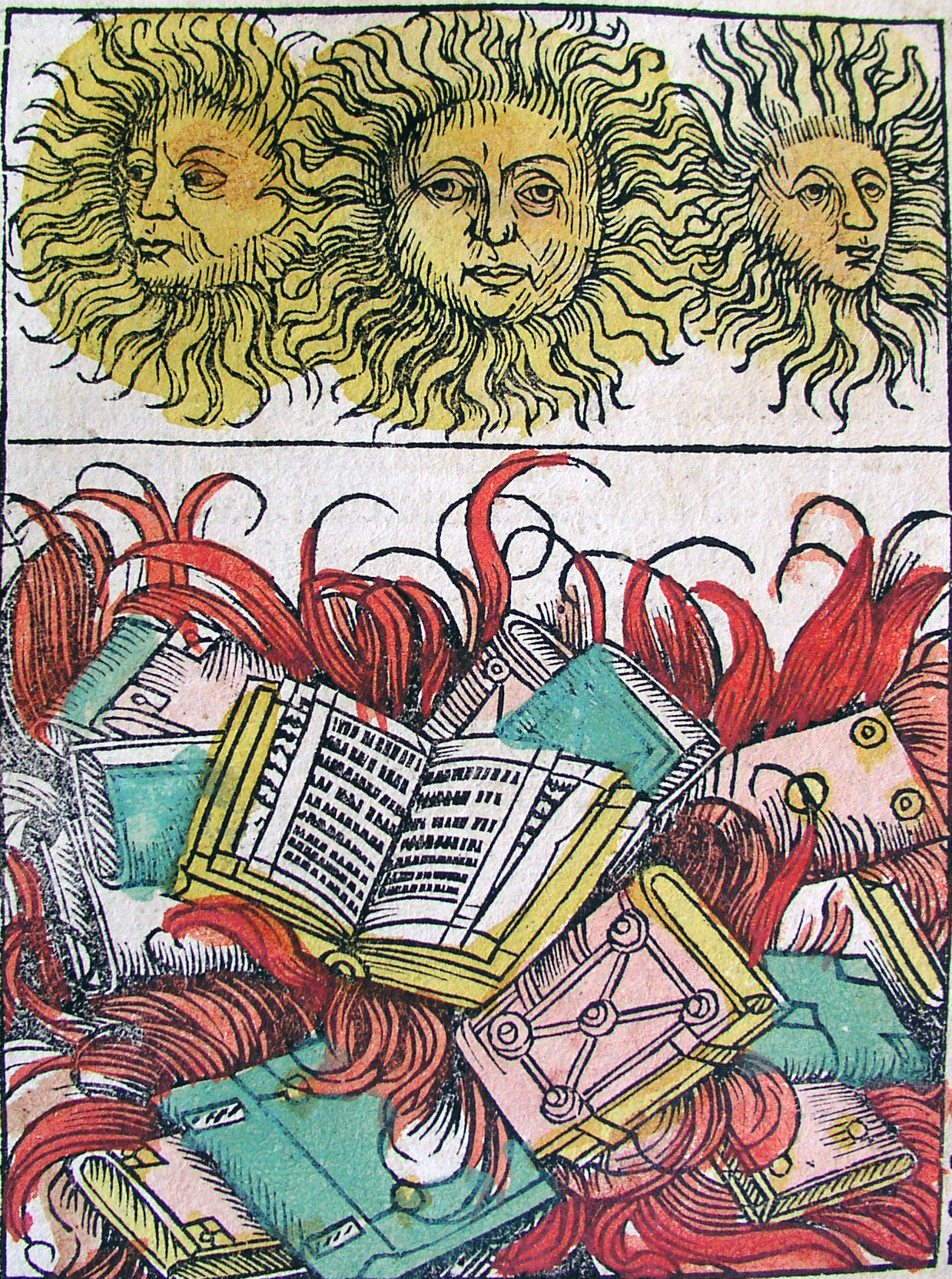
Estampa con soles y quema de libros.

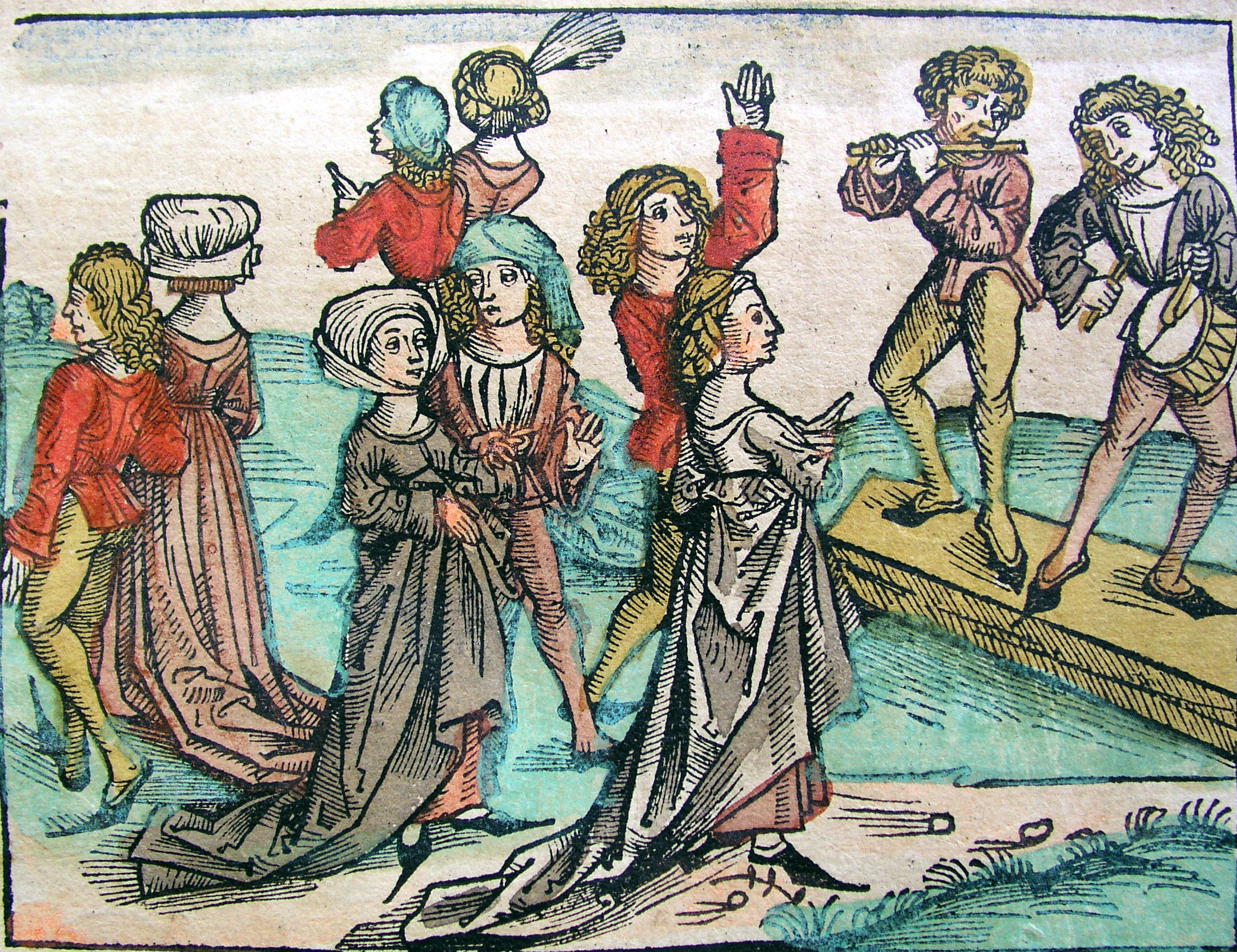
Músicos y parejas danzando.

La Crónica de Núremberg (en latín: Liber chronicarum, Libro de las crónicas; en alemán: Die Schedelsche Weltchronik, Crónica mundial de Schedel) es un libro impreso en 1493, que fue editado en dos versiones: una latina (impresa el 12 de junio de 1493) y otra alemana (impresa el 23 de diciembre de 1493) —ambas preparadas de manera simultánea—, lo que permitió que se difundiera ampliamente por toda Europa. Narra la historia universal basándose en el relato de la Biblia; es conocido por sus numerosos grabados de ciudades de la época y por contener uno de los primeros mapas de Alemania impresos.
Es uno de los más preciados incunables (del latín incunabulum, 'cuna' o 'comienzo', nombre que se da a los primeros libros salidos de la recientemente creada imprenta —entre 1450 y 1500—). De aproximadamente 600 páginas in-folio (formato de aproximadamente 44x67 cm), está muy ricamente ilustrado con 1804 xilografías (grabados mediante planchas de madera). La edición está muy cuidada y sus xilografías son de gran valor artístico.
Los estudiosos estiman que se hicieron entre 1400 y 1500 copias en latín y entre 700 y 1000 en alemán. Un documento de 1509 registra que 539 de las latinas y 60 de las alemanas se habían quedado sin vender para esa fecha. Aproximadamente 400 latinas y 300 alemanas sobreviven en el siglo XXI. Se hallan dispersas en museos y colecciones de todo el mundo: Instituto Geográfico Nacional (Madrid), Academia de San Fernando (Madrid),  Abadía del Sacromonte (Granada), Biblioteca Palafoxiana (Puebla, México), Museo de Bellas Artes (Boston), Biblioteca Nacional de Chile (Santiago), Área Cultural del Banco, (Cúcuta, Colombia), Biblioteca Central Pública (Durango, México), entre otras. En abril de 2011, el anticuario estadounidense Ken Sanders encontró casualmente en la pequeña localidad de Sandy (al sur de Salt Lake, Utah) un ejemplar de la primera edición en lengua alemana.
Las Crónicas como texto literario es el resultado de una compilación obra del médico Hartmann Schedel. Los grabados fueron responsabilidad de Michael Wolgemut y Wilhelm Pleydenwurff. El impresor y editor responsable de la publicación fue Anton Koberger, financiado por la iniciativa de Sebald Schreyer y Sebastian Kammermaister. La traducción del Liber chronicarum al alemán fue realizada por Georg Alt, quien había ayudado a Schedel en la compilación de la versión latina inicial.
Los ilustradores Wolgemut y Pleydenwurff eran artistas de renombre, y uno de sus aprendices era Alberto Durero, que en poco tiempo se convertiría en uno de los más importantes grabadores y pintores de Europa. Con 645 planchas xilográficas obtuvieron las 1804 ilustraciones, discrepancia causada por el hecho de que varias de las planchas se repiten en el libro para ilustrar diferentes partes. Las ilustraciones combinan la técnica xilográfica, la impresión por tipo y el trabajo manual para la iluminación de las xilografías o alguna parte manuscrita.

## Título

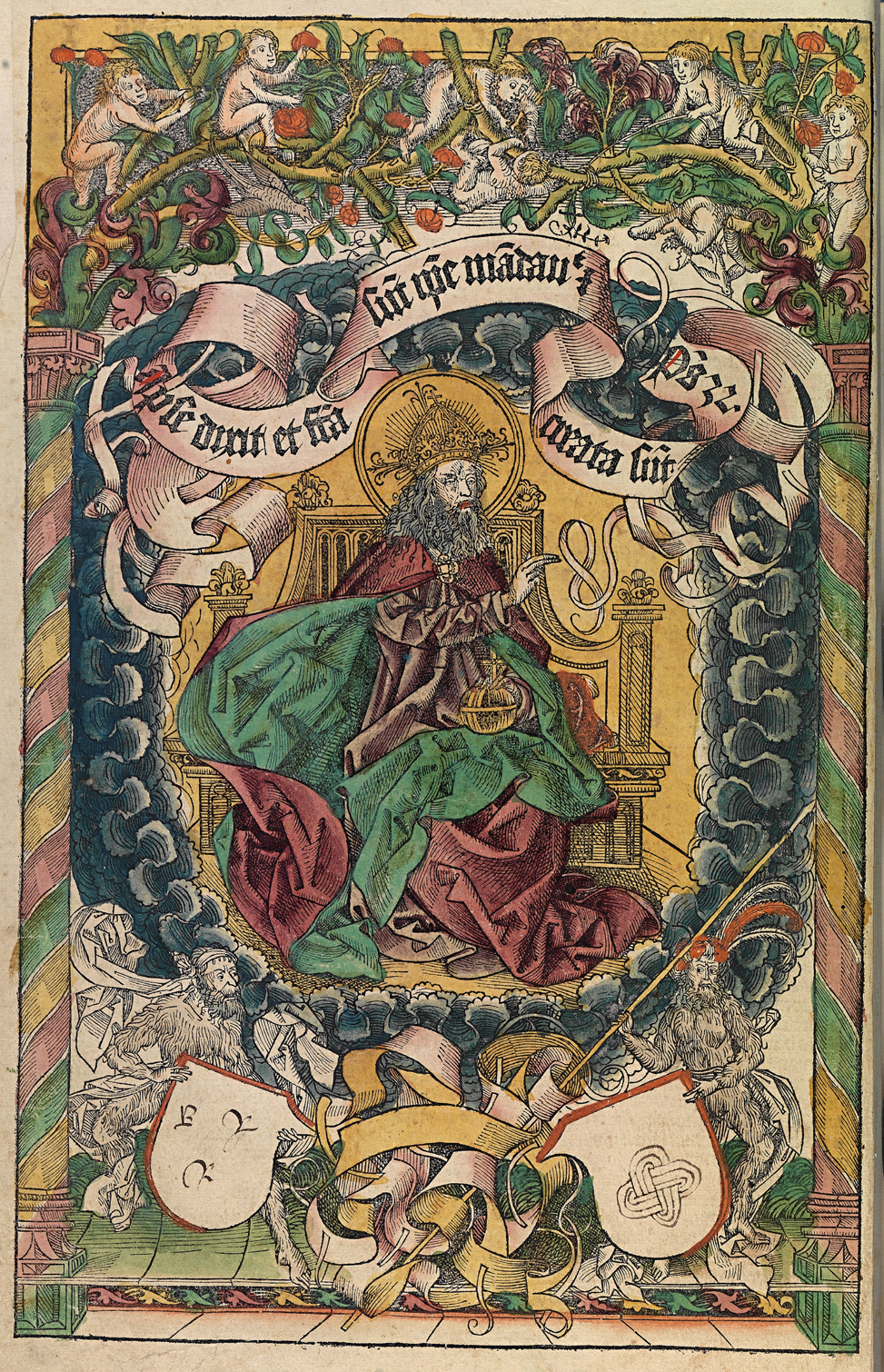
Dios creando el mundo.

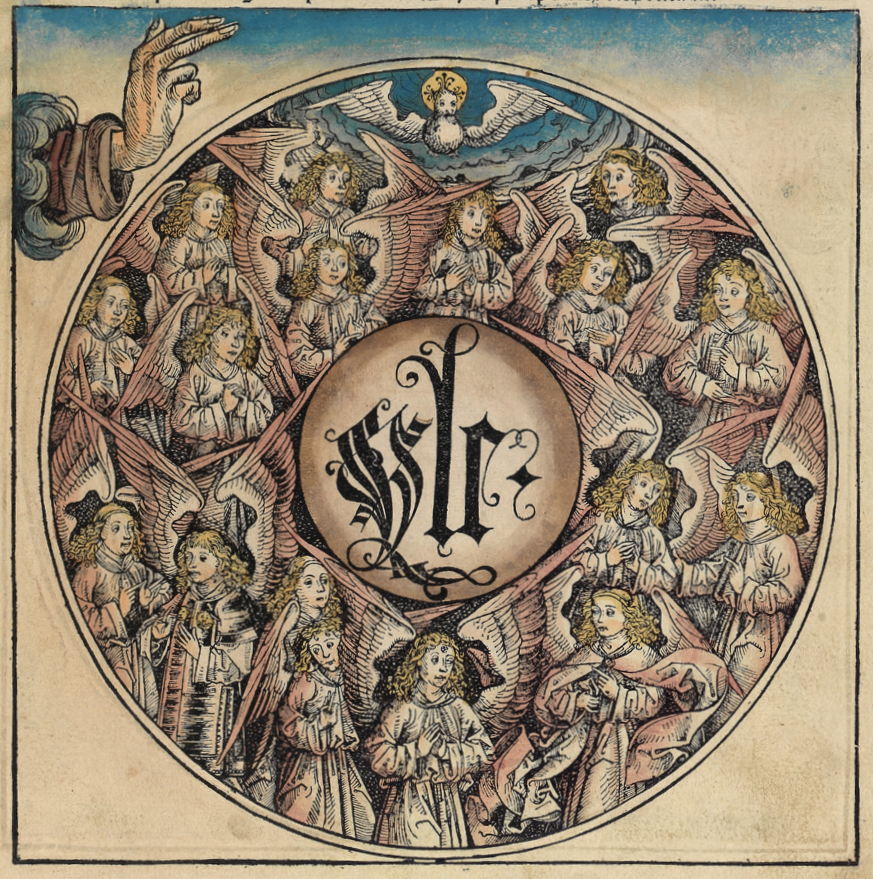
Emblema de la Trinidad.

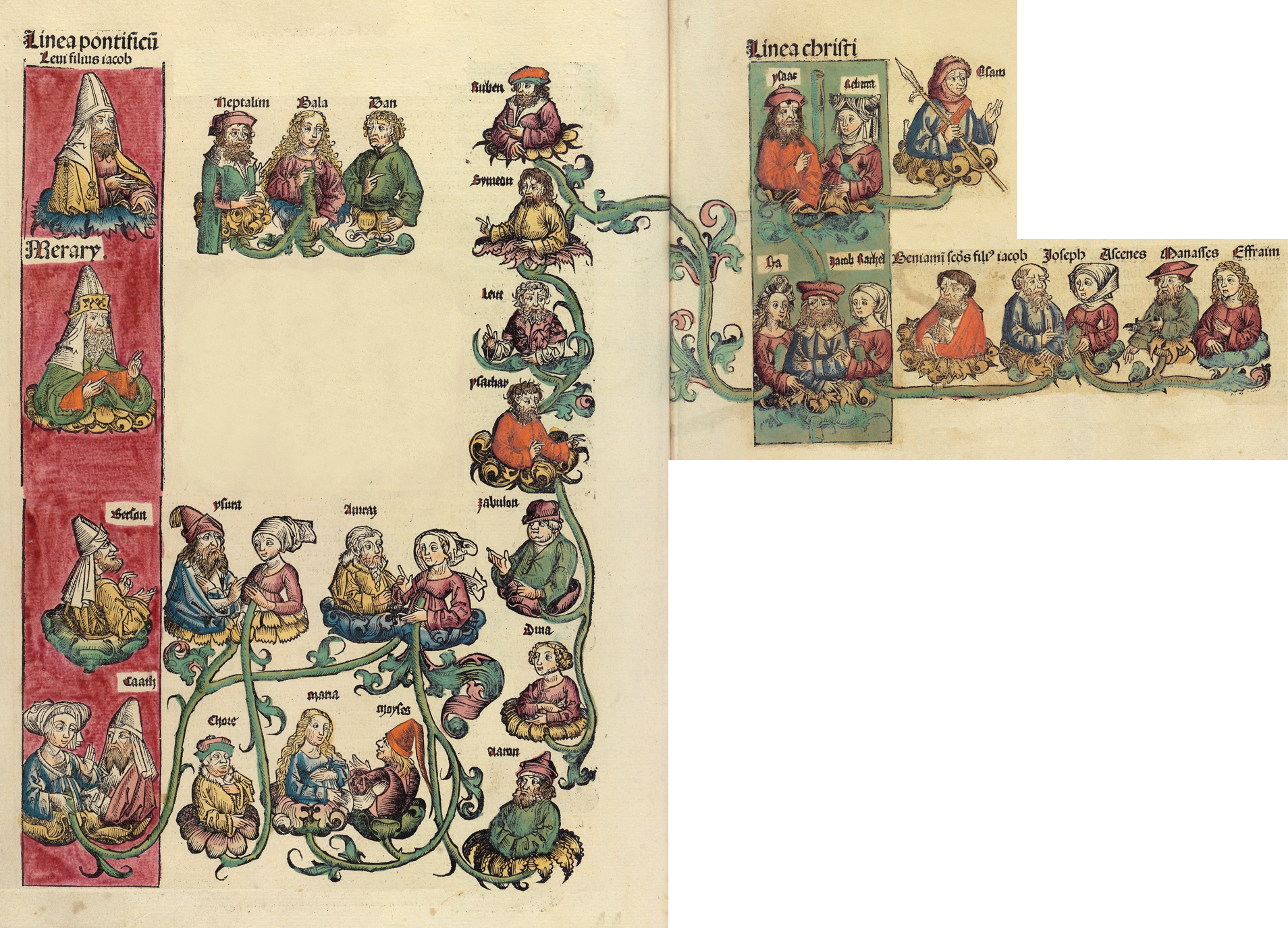
Parte de la genealogía hebrea hasta la «línea de Cristo».

Como era habitual en aquella época, el libro no tenía una portada con título. Los lectores de la obra en latín utilizaban para referirse al libro la expresión Liber chronicarum (Libro de las crónicas), ya que esta frase aparece en la introducción del índice de la edición latina. En Alemania se le denomina Die Schedelsche Weltchronik (La crónica del mundo de Schedel o La historia universal de Schedel), por el nombre de su autor.

## Contenido
Las Crónicas son una historia ilustrada de la humanidad, desde su creación hasta el año 1492. Siguen una tradición medieval que representaba a la historia humana en seis edades; las Crónicas de Núremberg añaden una séptima —el Juicio Final— tras dejar algunas páginas en blanco al final de la sexta.
Narran la historia de la Iglesia, la historia laica, la antigüedad clásica y acontecimientos medievales (se señalan, por ejemplo, los pasos de los cometas) y contemporáneos mezclados con mitos, leyendas y fábulas. Retrata a personajes importantes, tales como reyes, miembros del clero (ya sean paganos, judíos o cristianos), pensadores y filósofos.
Las siete edades en que están divididas son:
- Primera edad: desde la Creación hasta el Diluvio universal.
- Segunda edad: de Noé hasta el nacimiento de Abraham.
- Tercera edad: de Abraham al reinado del Rey David.
- Cuarta edad: de David hasta el destierro a Babilonia.
- Quinta edad: de Babilonia al nacimiento de Cristo.
- Sexta edad: del nacimiento de Cristo hasta la época actual de la redacción del texto (año 1492).
- Séptima edad: vista del fin del mundo y del Juicio Final.

## Consideraciones formales
Un aspecto interesante de la obra reside en mostrar cómo evolucionó el arte de realizar libros en los inicios de la imprenta.
- En sus comienzos, los incunables se parecían mucho a los manuscritos, dado que la impresión se aplicó a lo que se sabía ya hacer. Así, no existía una primera página con el título, ni ninguna indicación del autor, ni sobre la fecha de impresión.
- El diseño de la página se hacía dejando espacio para las eventuales ilustraciones que podría solicitar el comprador. Este libro, por ejemplo, ilustra una nueva relación entre texto e imagen, creándose ésta para el texto y teniendo ya su lugar cuando se realizó la concepción (como lo prueba la maqueta manuscrita); el texto ya no se dispone en dos columnas, sino que viste a los grabados.[7]
- Si bien la obra tiene 1804 ilustraciones, se realizaron sólo 652 planchas para su consecución, pues muchas de ellas fueron reutilizadas varias veces a lo largo del libro, como es el caso de las ilustraciones de ciudades o de retratos. La razón se debía sencillamente a que en la época la imagen servía para distraer al lector pero no se exigía que fuese representativa. Así, en el caso de la ilustración de Venecia, en un decorado ficticio, se reconoce la laguna o el Campanile.
- Las Crónicas de Núremberg fueron un best-seller en la época a pesar de su elevado precio —3,5 florines para una versión no encuadernada ni coloreada y 8 florines para una versión encuadernada y coloreada—,[8] si bien el éxito no respondió en su aparición a lo que se esperaba a causa de que se publicó también una imitación muy bien realizada.[9] A pesar de ello, se reeditó tres veces en diez años y se vendió por toda Europa. Se estima hoy que la tirada fue de 1500 ejemplares para la versión latina[10] y 1000 para la alemana.[11]

## Galería

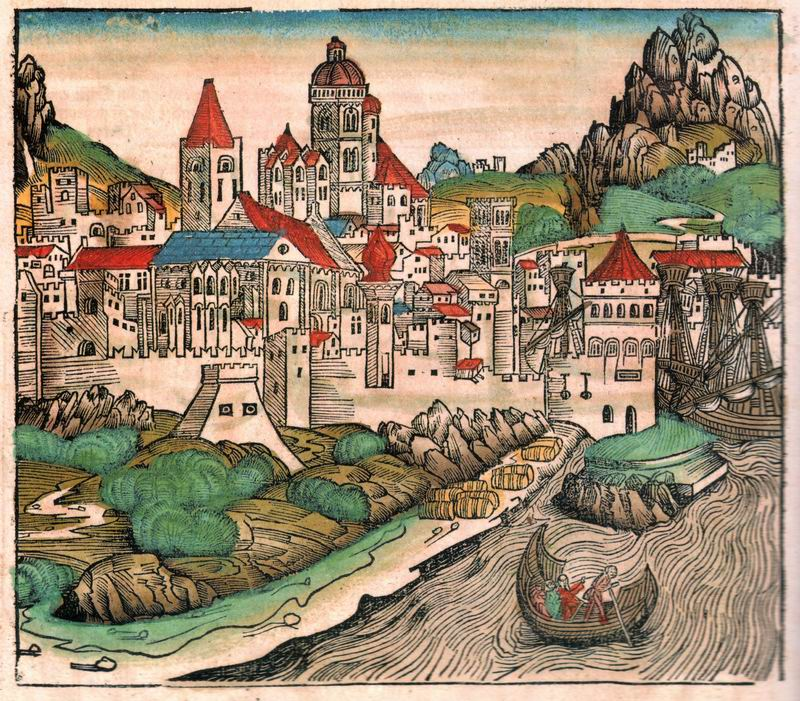
Vista de Maguncia
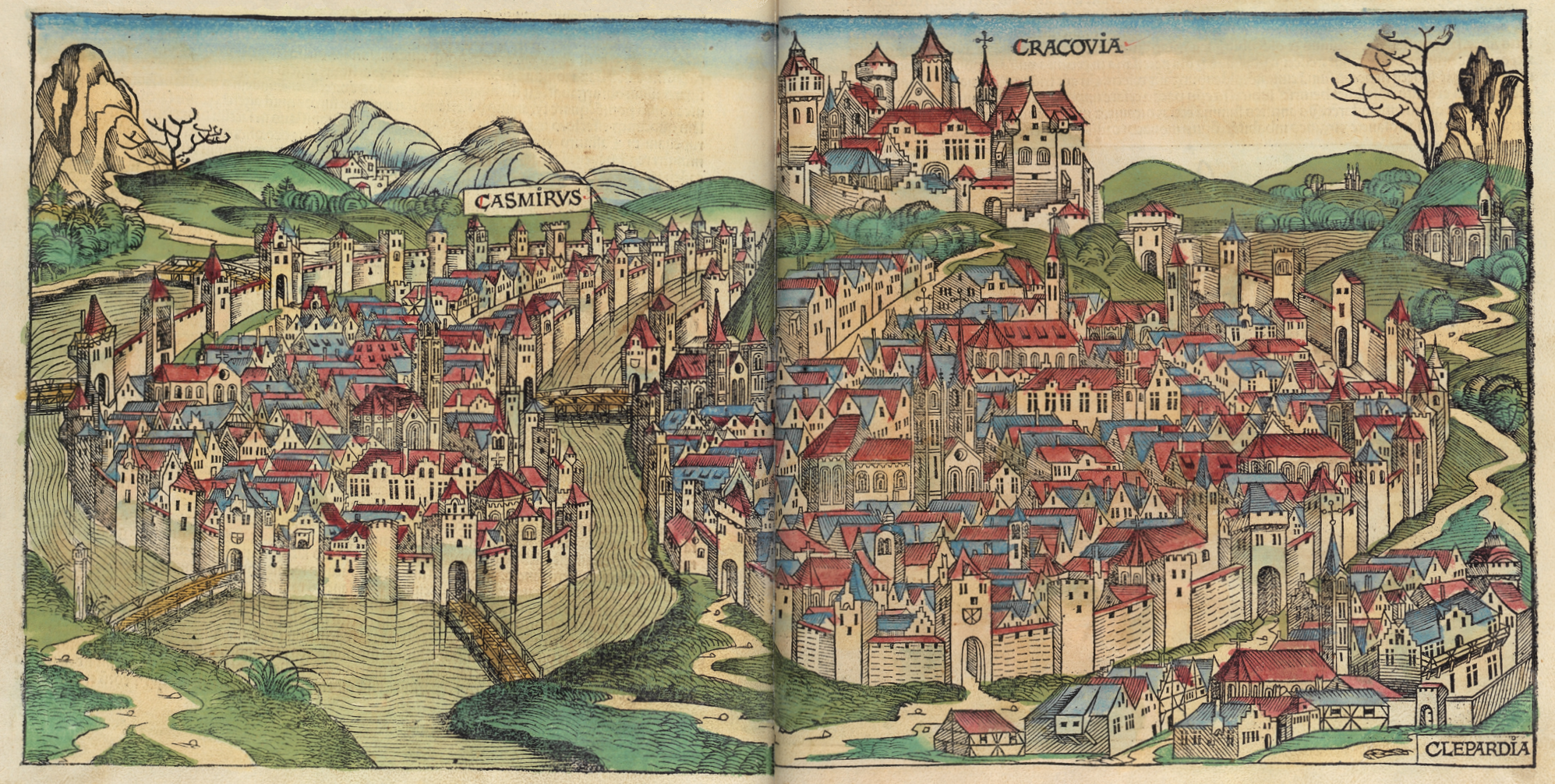
Vista de Cracovia
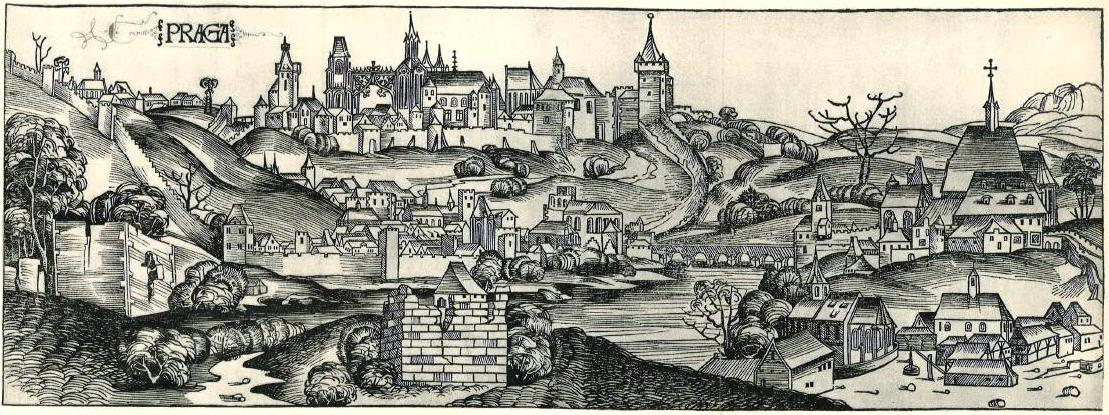
Vista de Praga
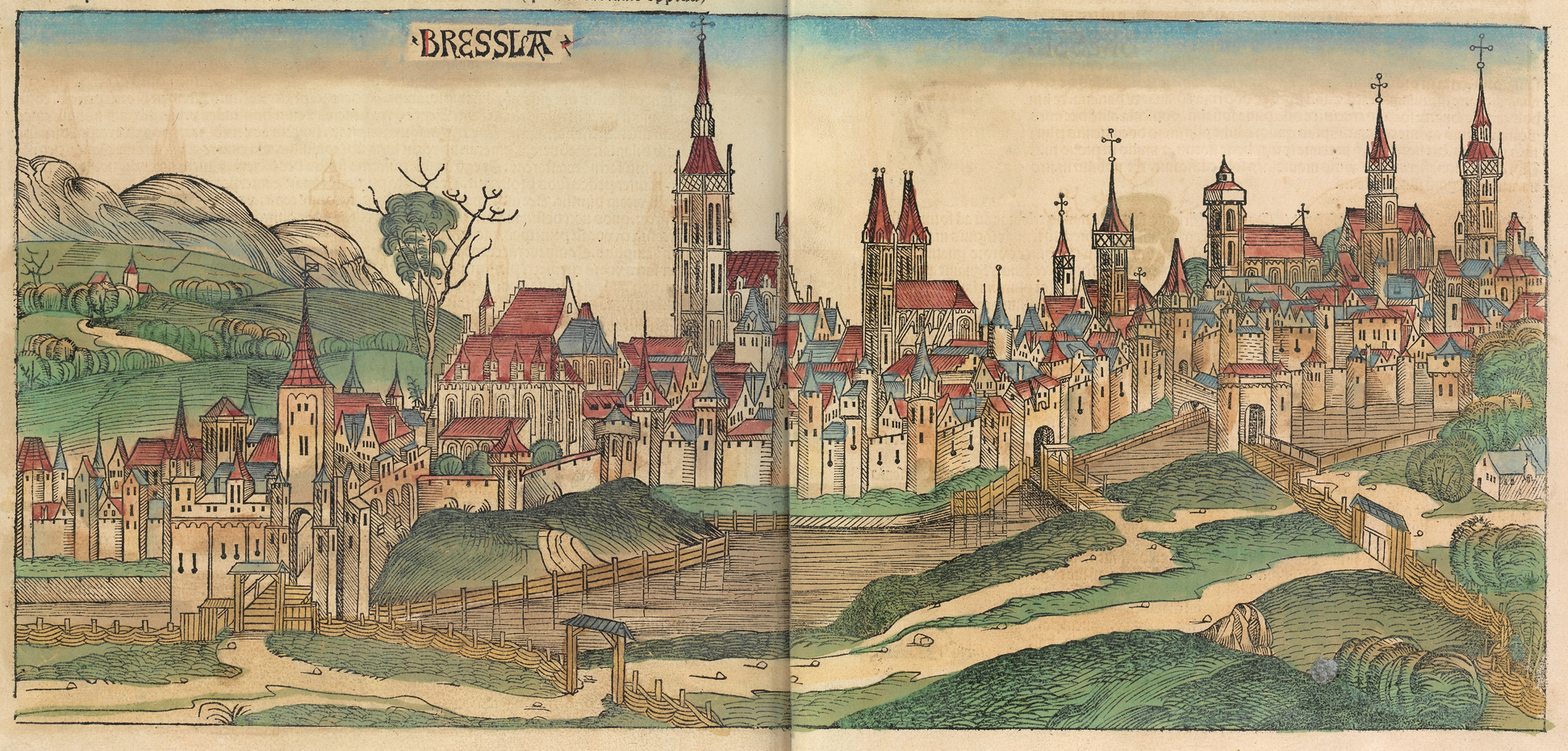
Vista de Breslavia
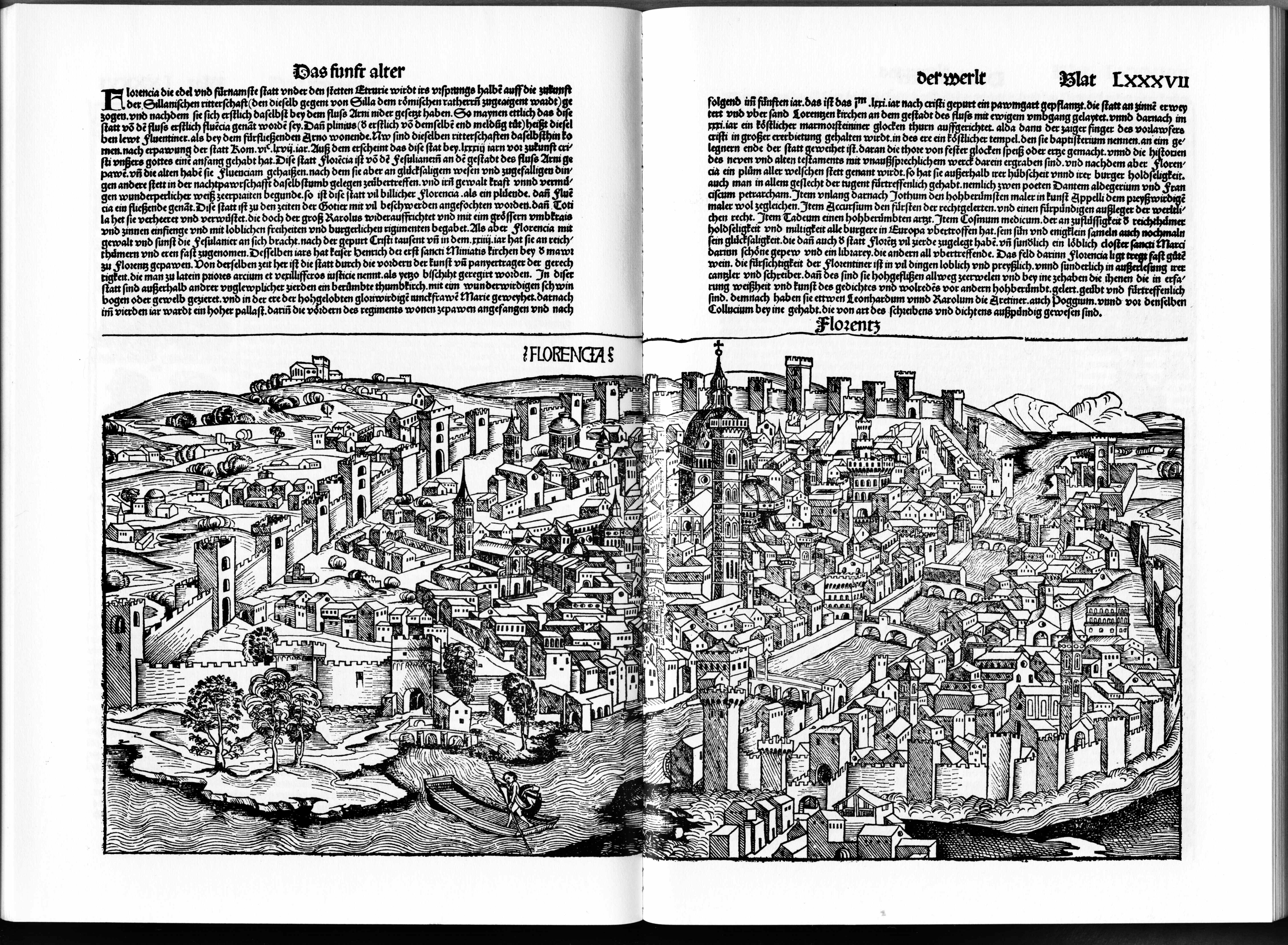
Vista de Florencia
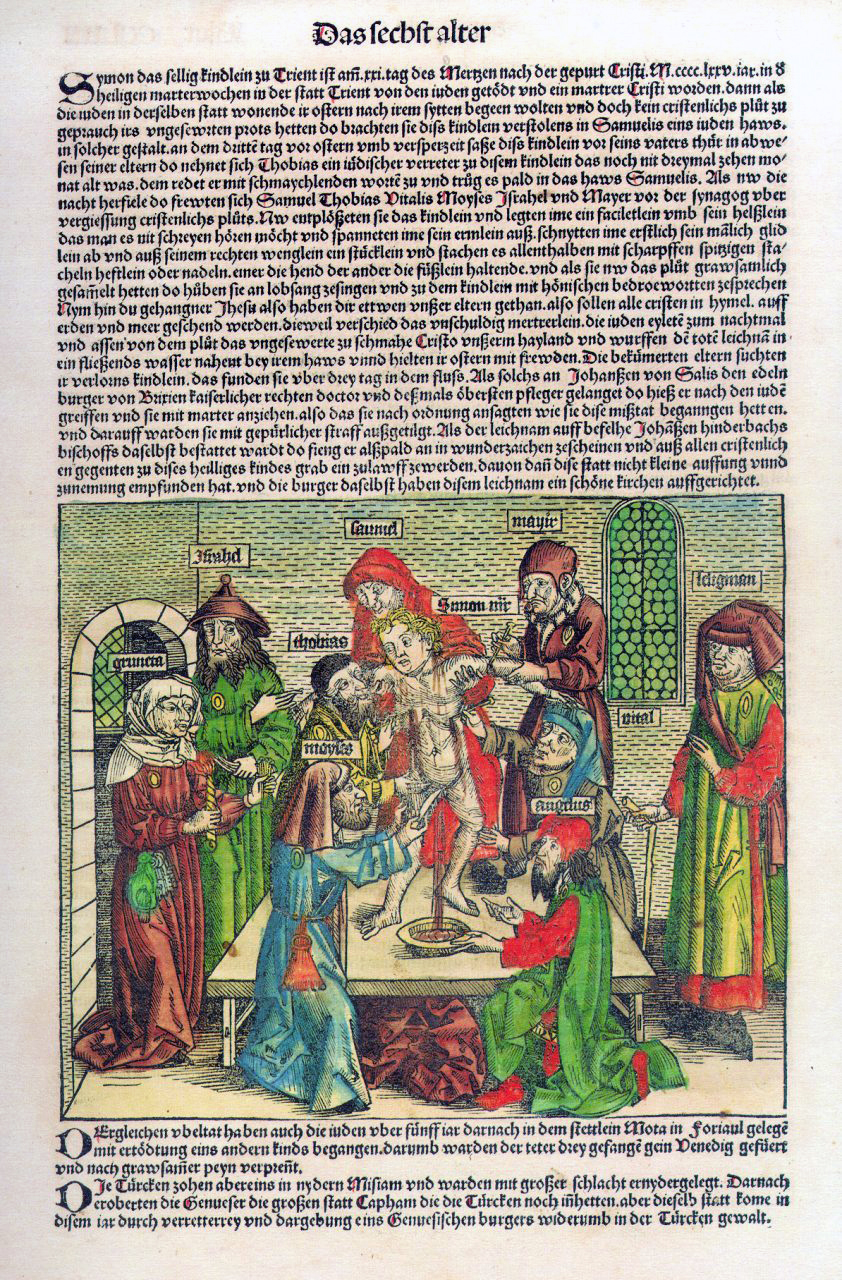
Simón de Trento con el mito del crimen ritual de 1475
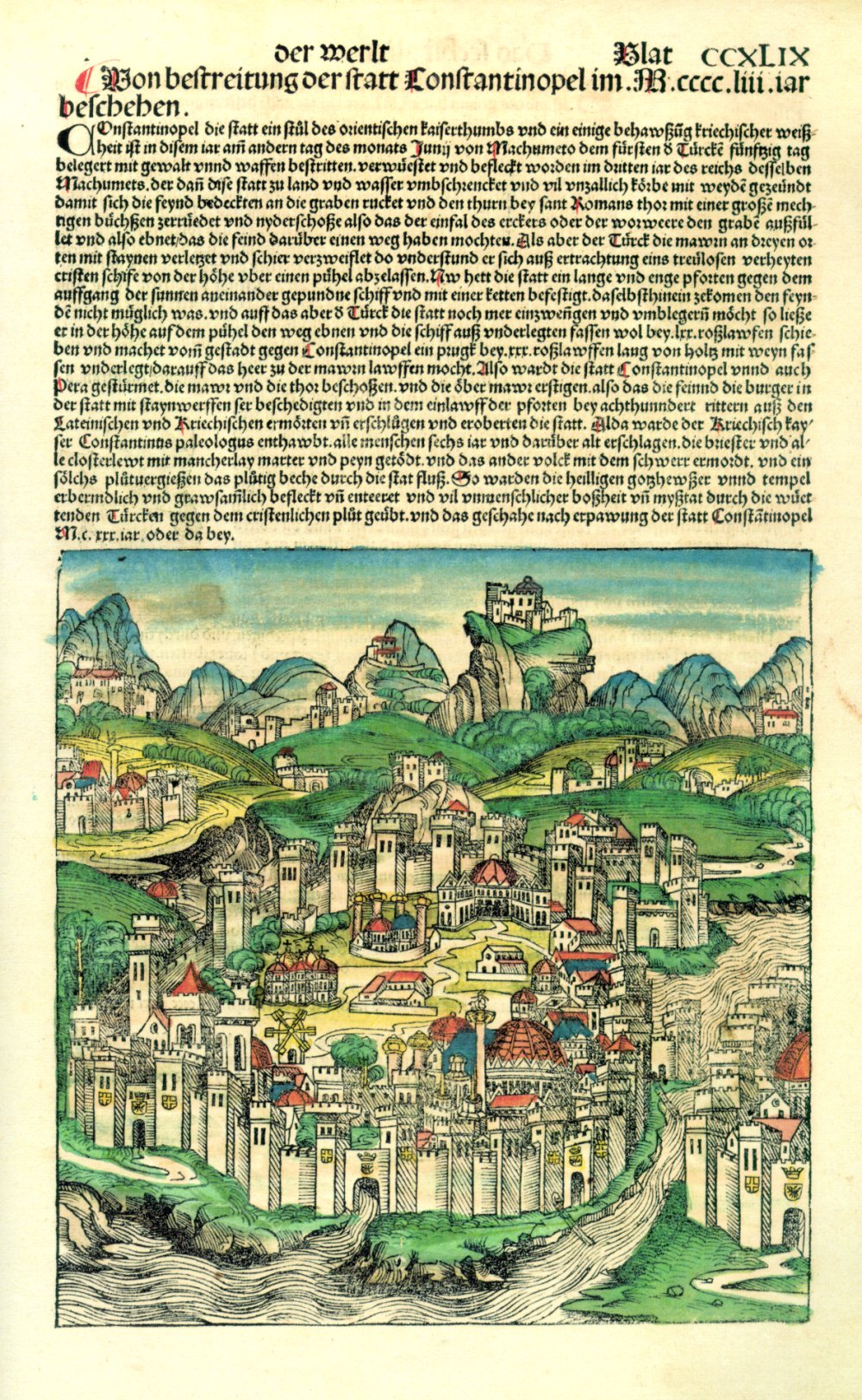
Sobre la toma de Constantinopla en 1453
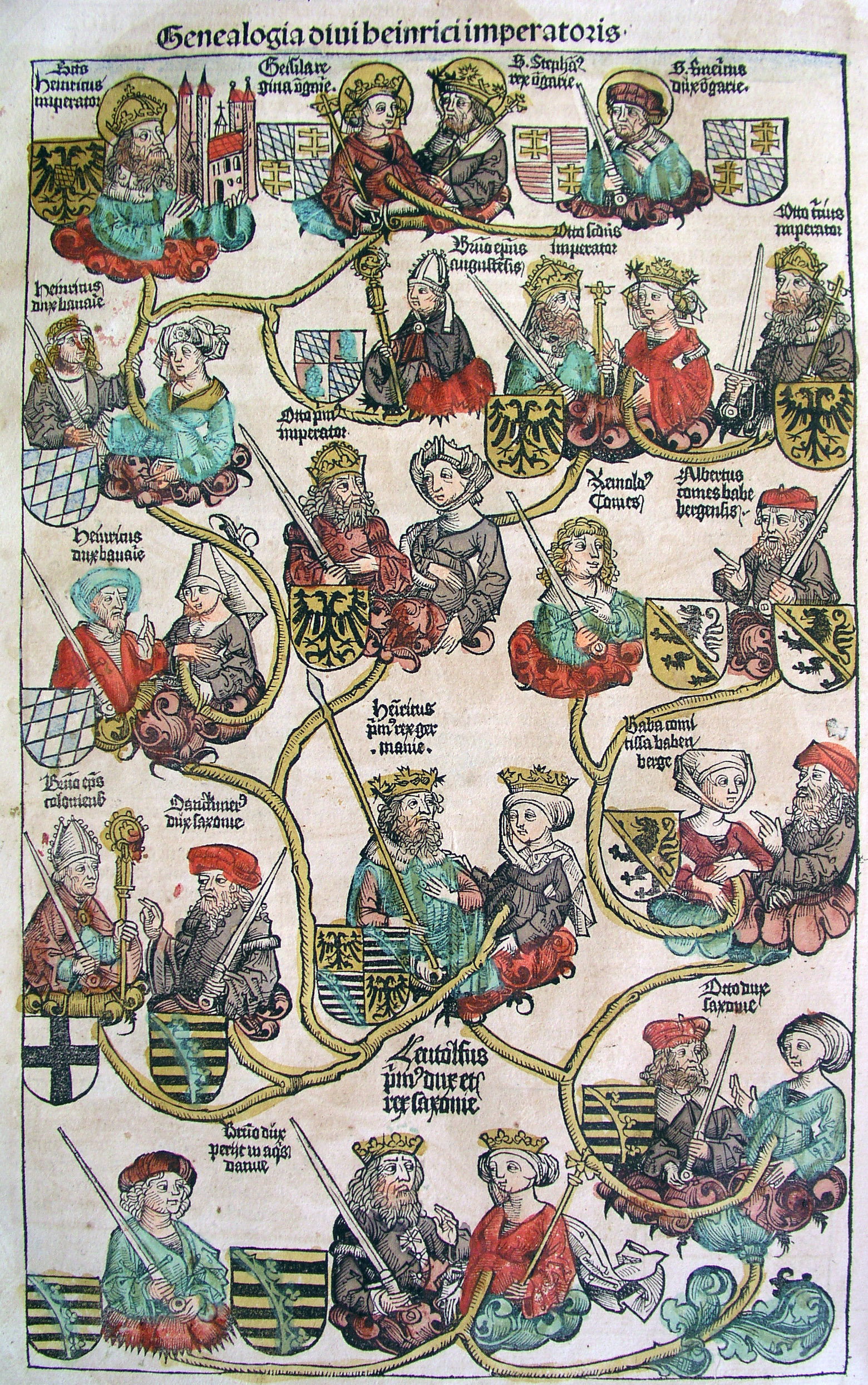
Árbol genealógico de Enrique II del Sacro Imperio Romano Germánico
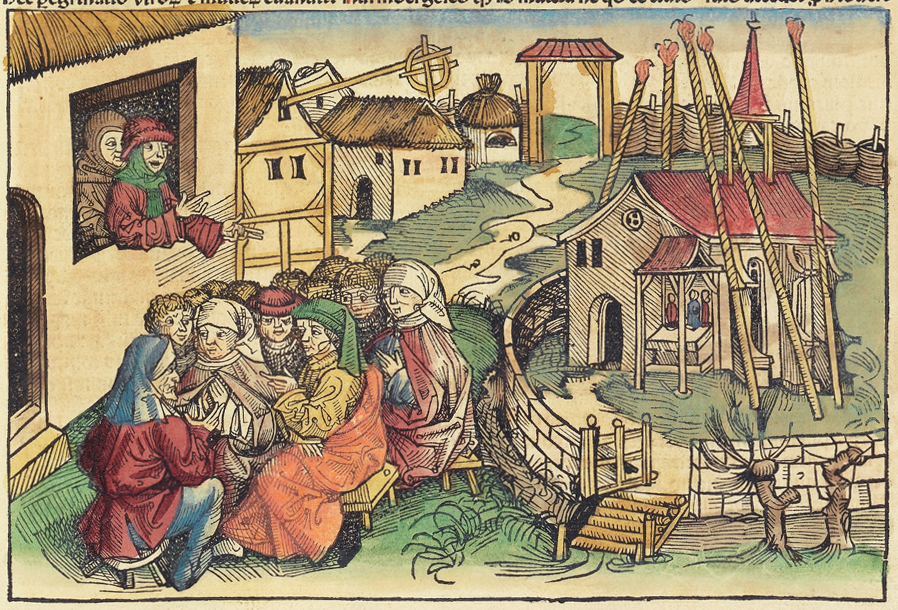
Hans Böhm, Der Pfeifer von Niklashausen ("El flautista de Niklashausen")
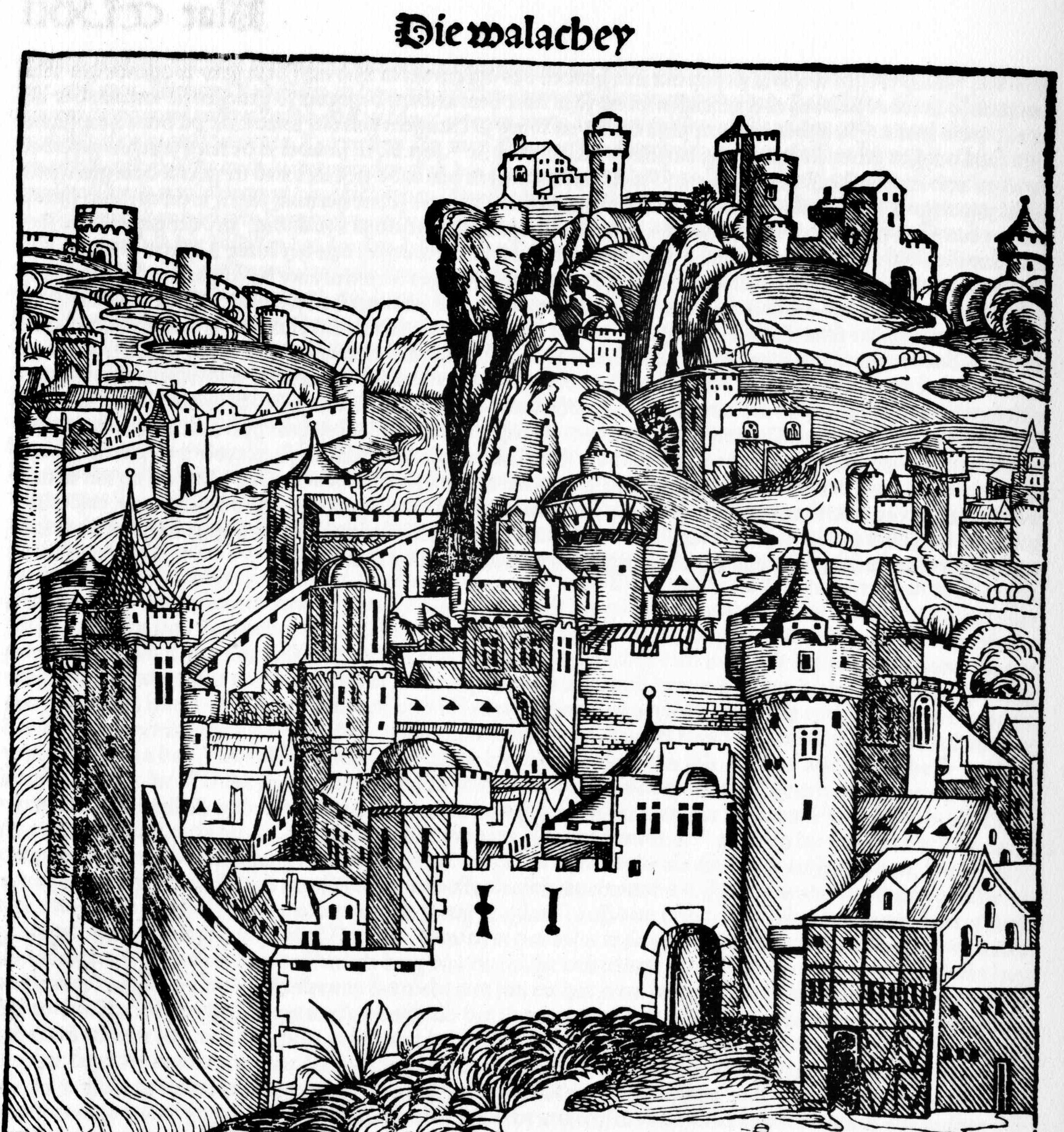
Vista de Valaquia
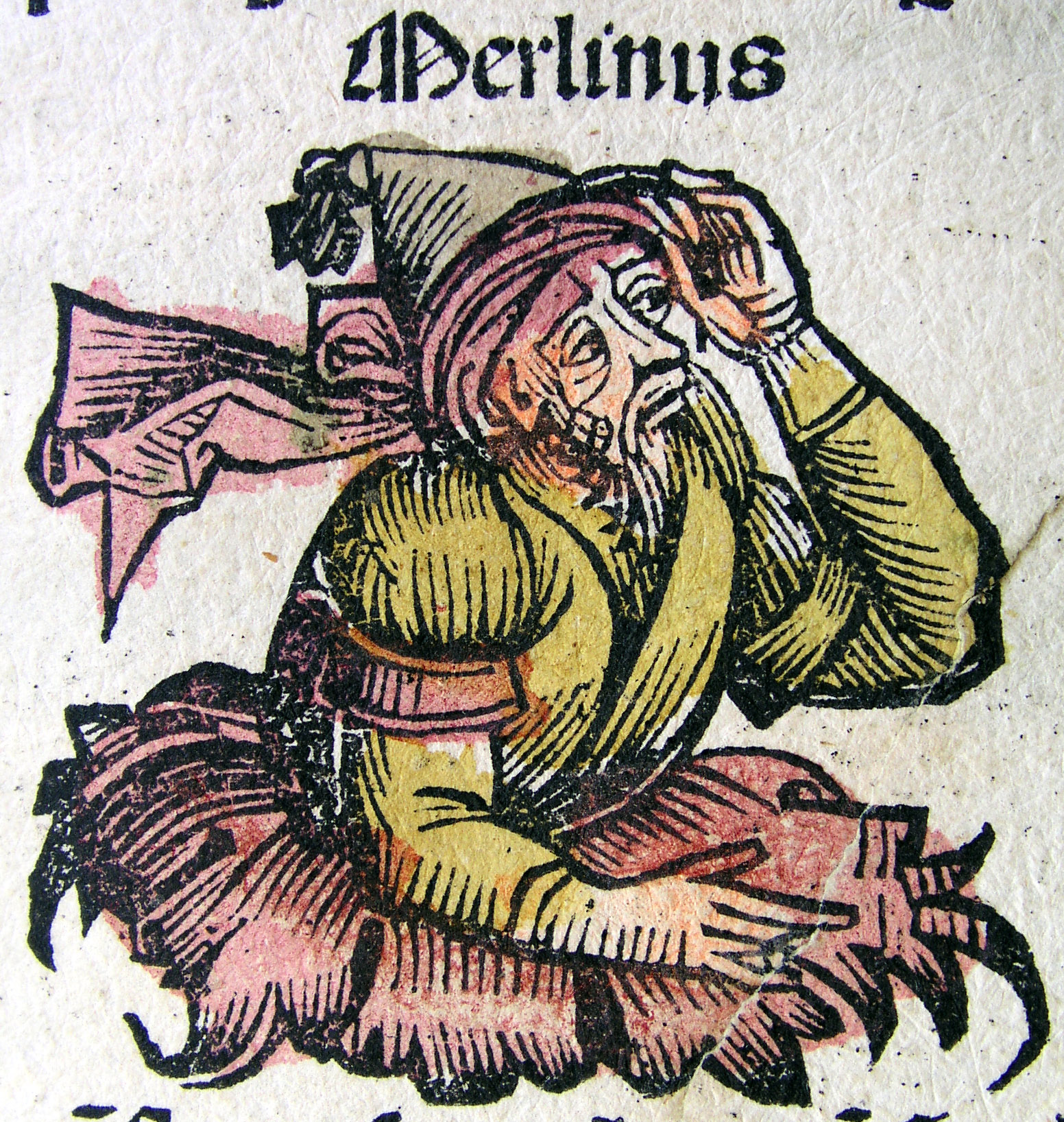
Merlín
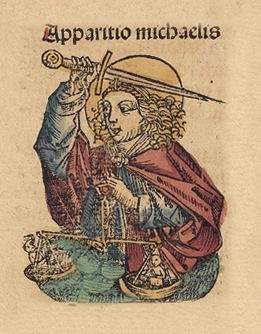
Arcángel Miguel
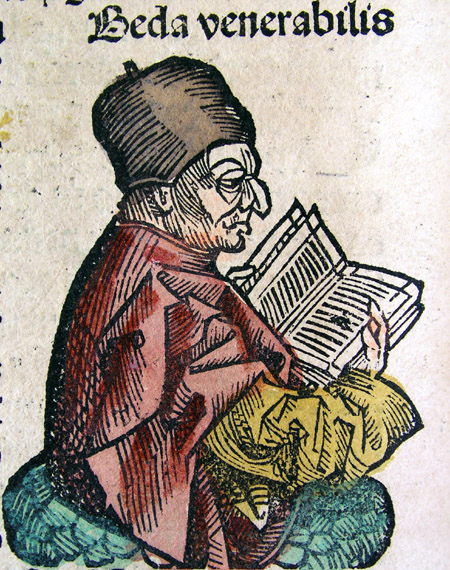
Beda el Venerable
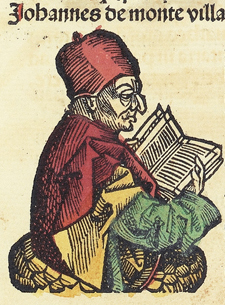
Juan de Monte Villa (con la misma plancha que se usó con Beda)
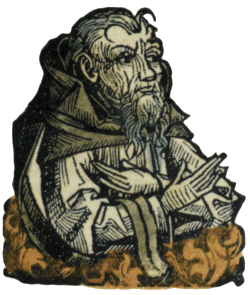
San Goar de Aquitania
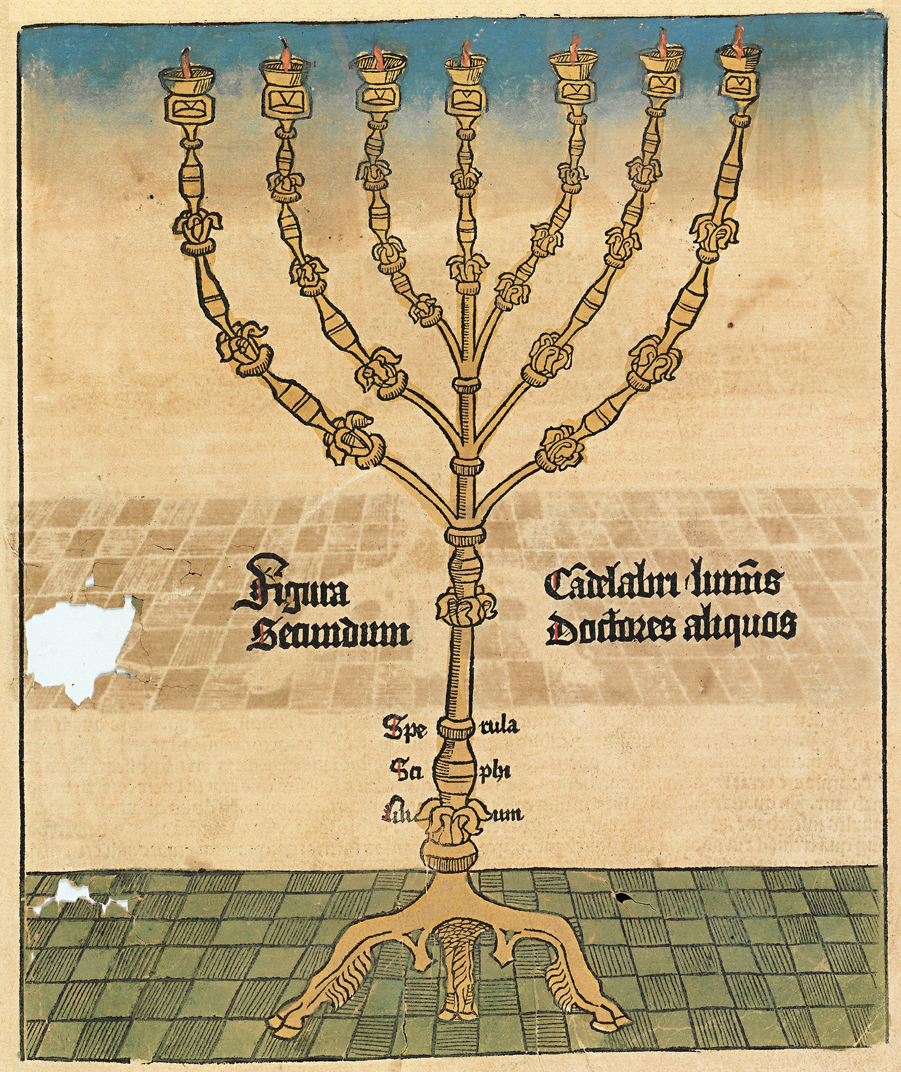
Menorá, fol. 32r.
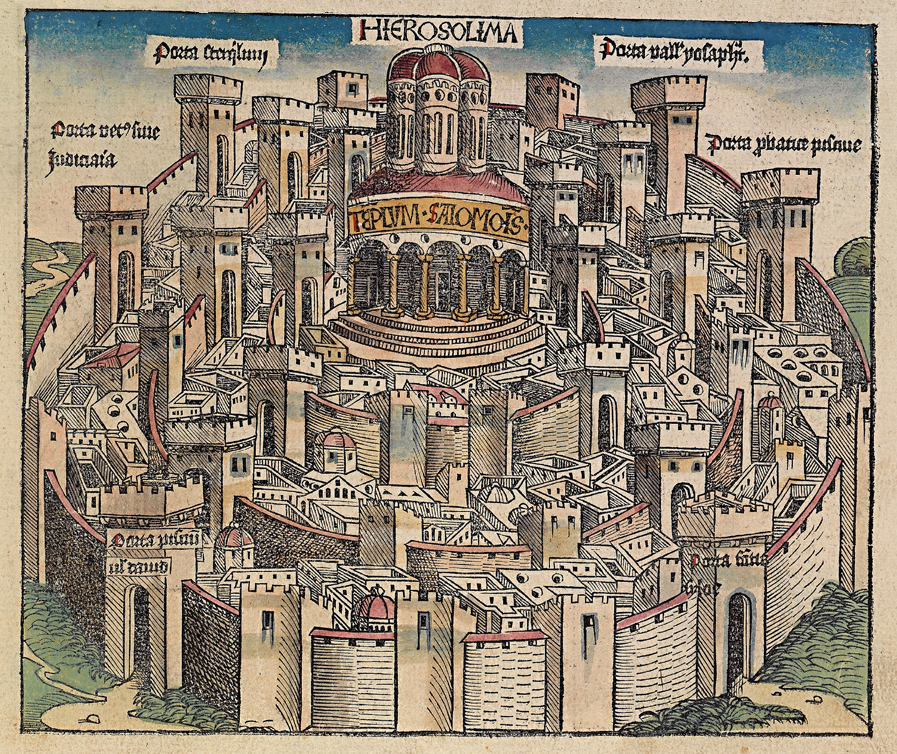
El Templo de Salomón, la imagen impresa de Jerusalén más antigua, fol. 15r. Museo de Israel, Jerusalén
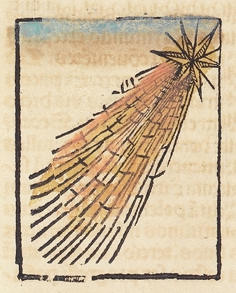
Estrella fugaz
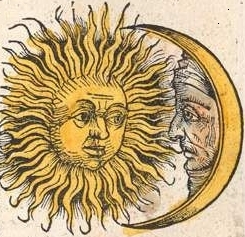
Sol y Luna
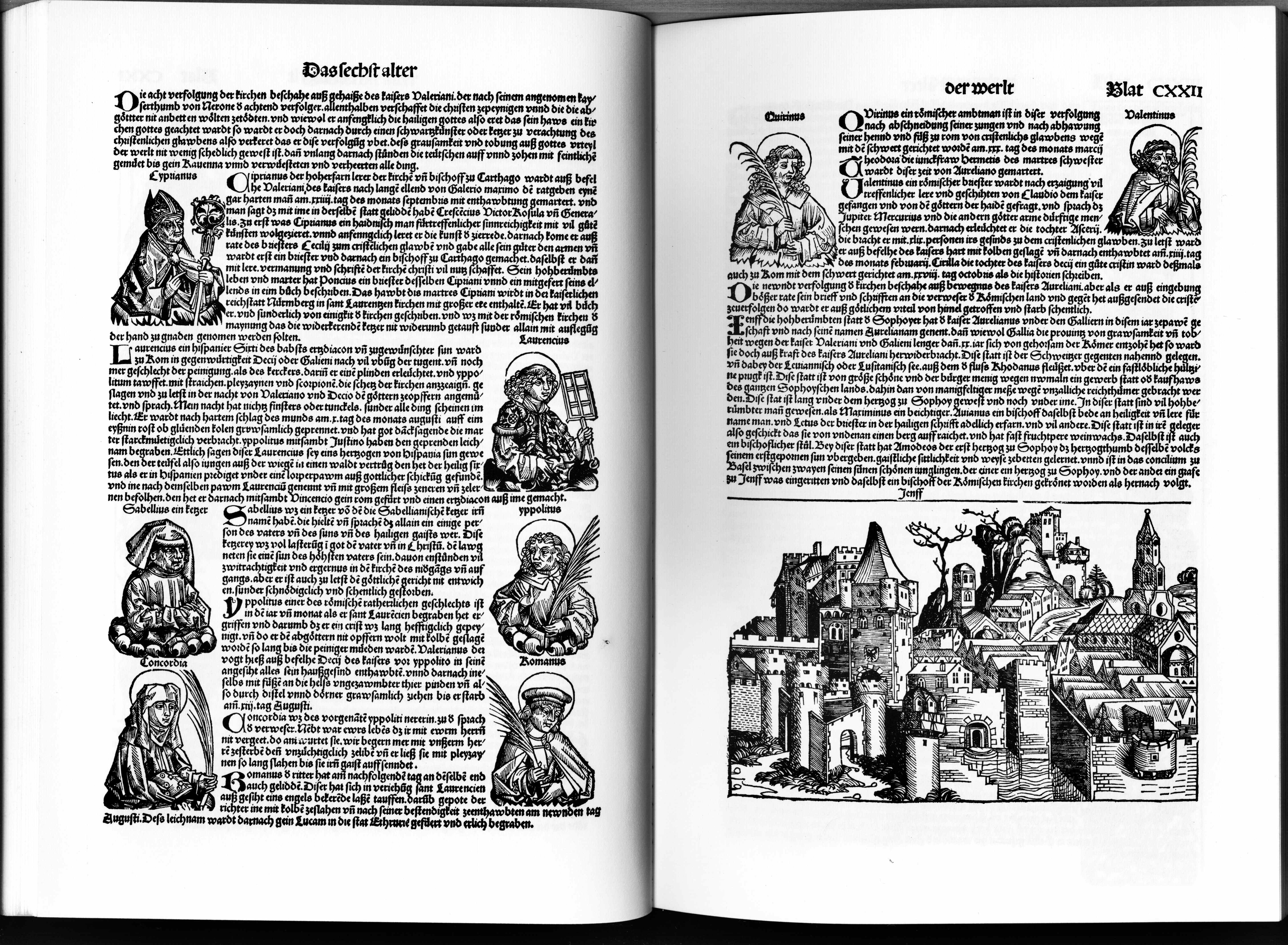
Relación entre texto e imagen
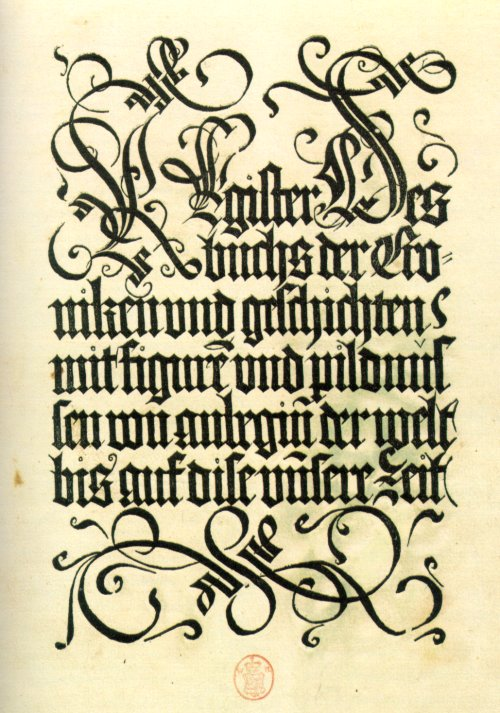
Registro caligráfico
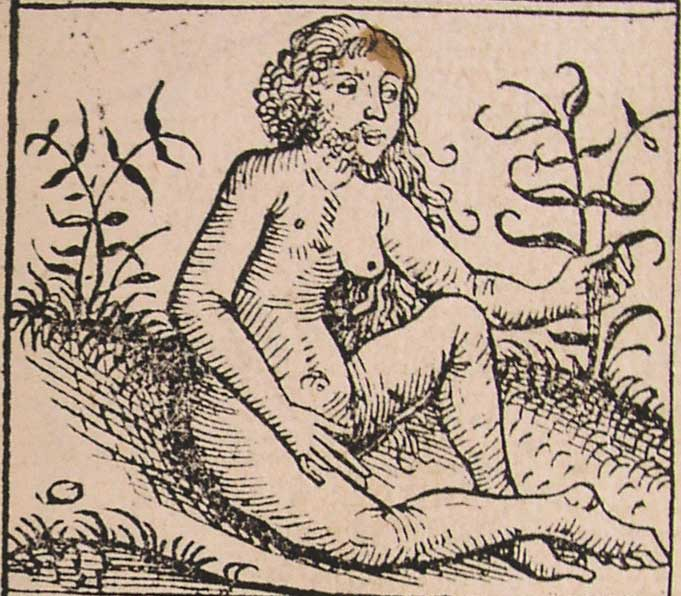
Andrógino
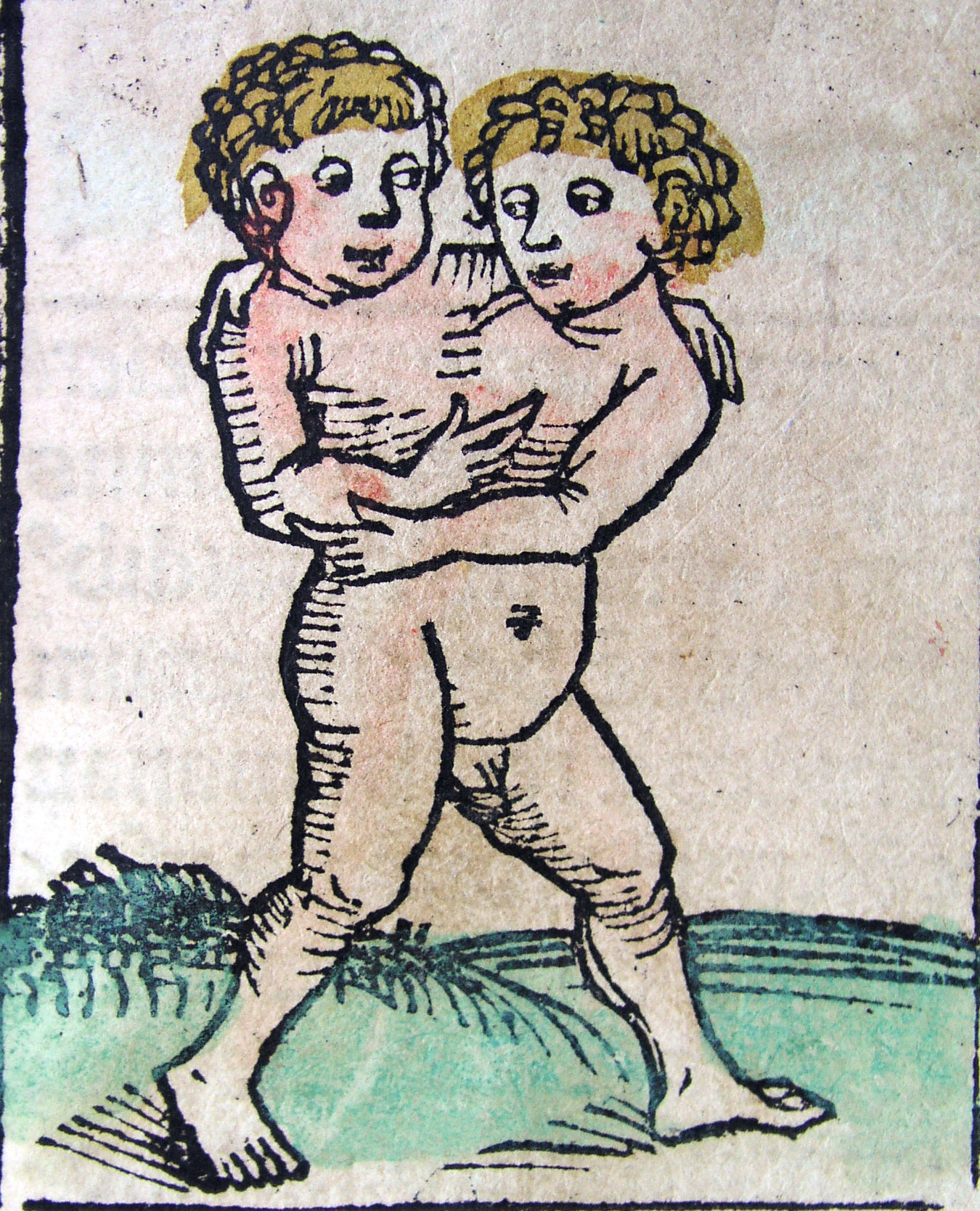
Siameses
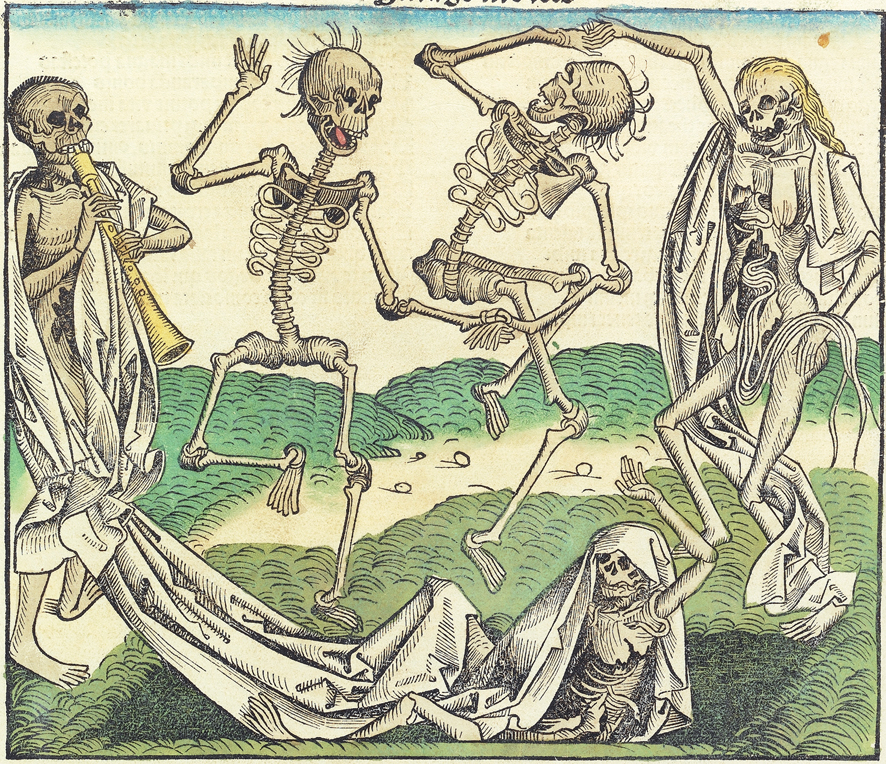
Danza macabra
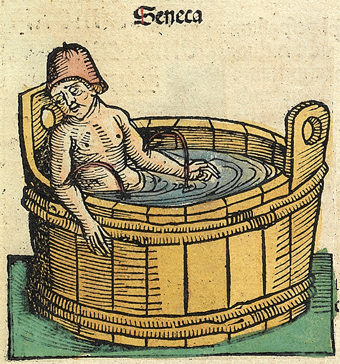
La muerte de Séneca
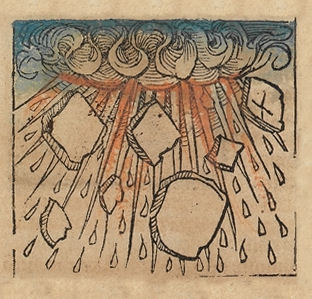
Explosión volcánica
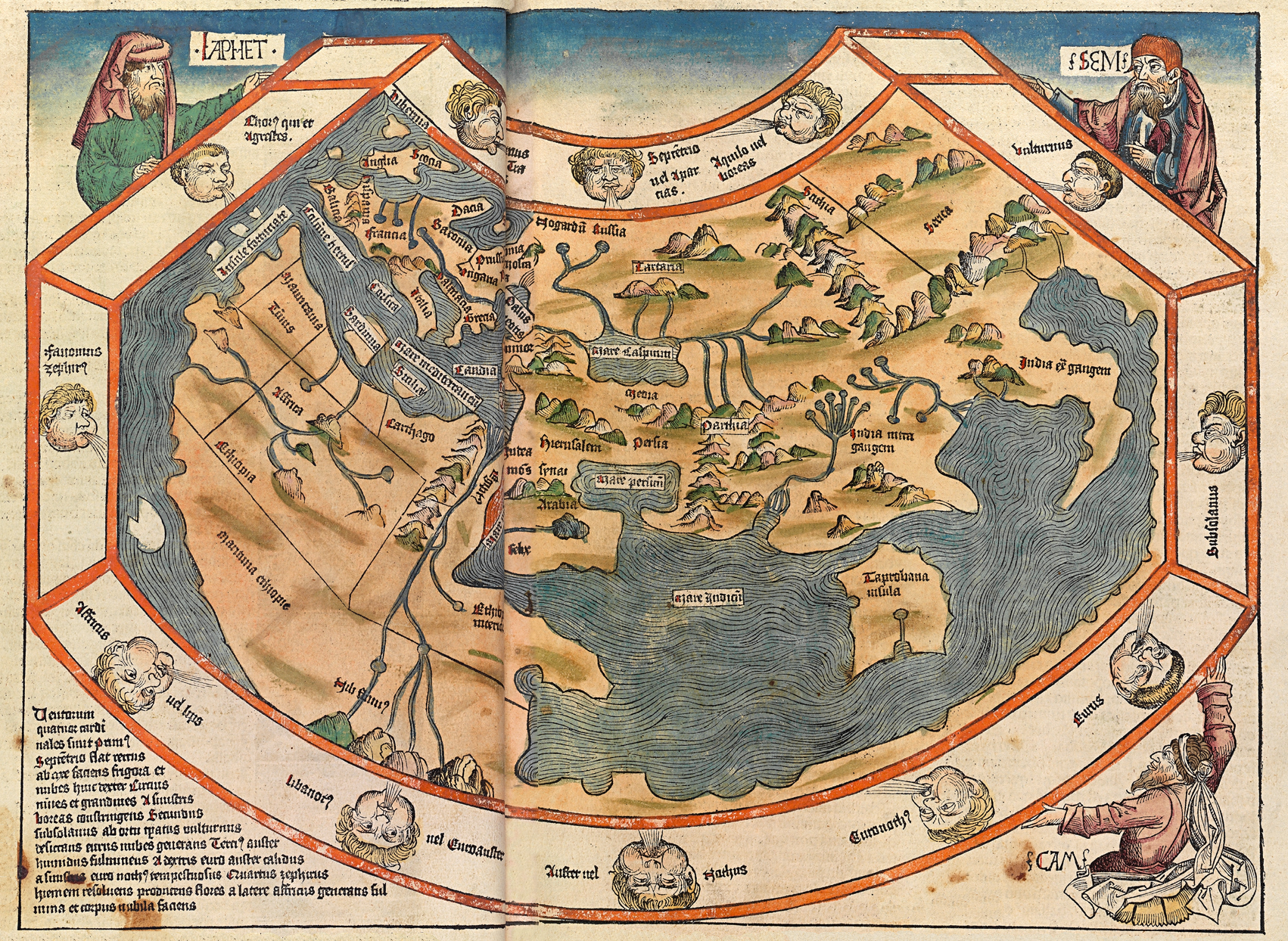
El Mundo Antiguo
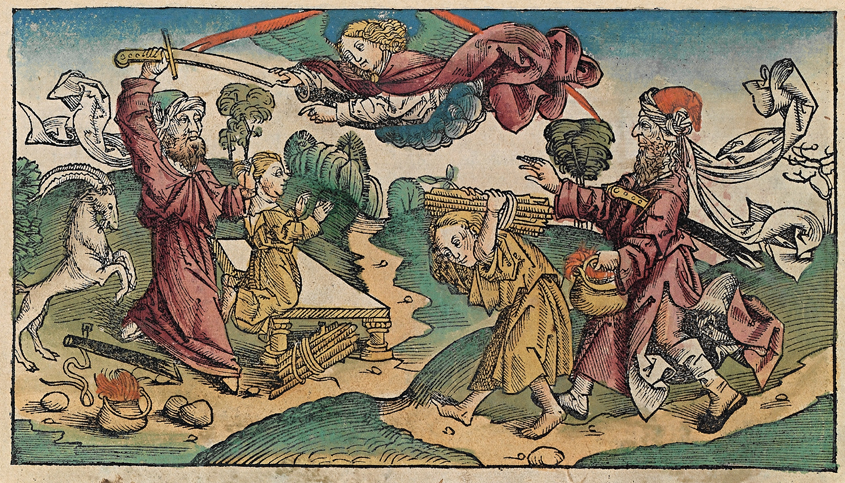
El sacrificio: Abram e Isaac
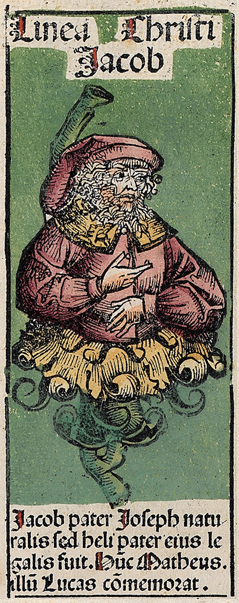
Jacob, fol. 88v
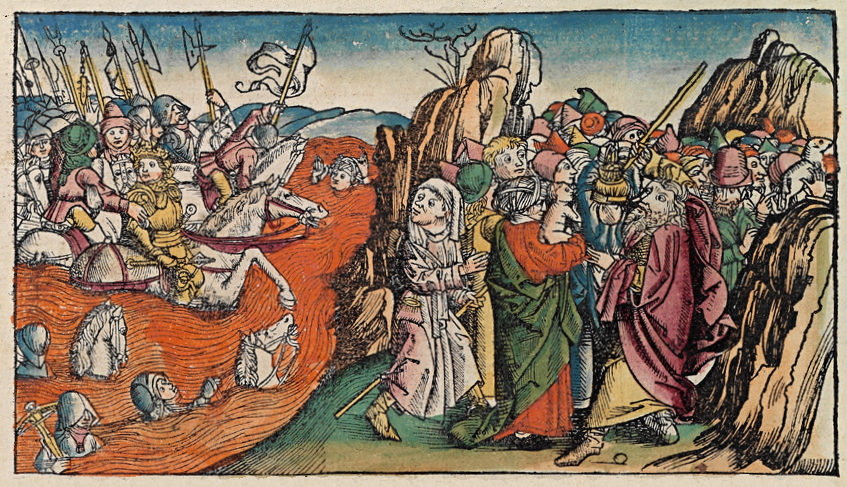
Moisés y el cruce del Mar Rojo
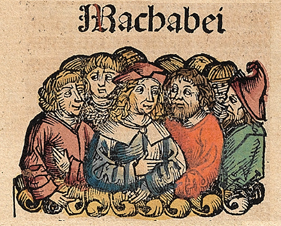
Macabeos, fol. 79v
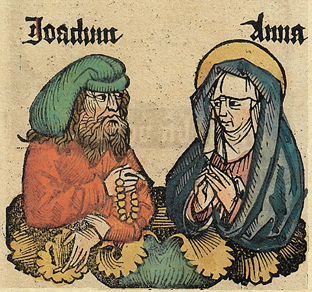
Joaquín y Ana
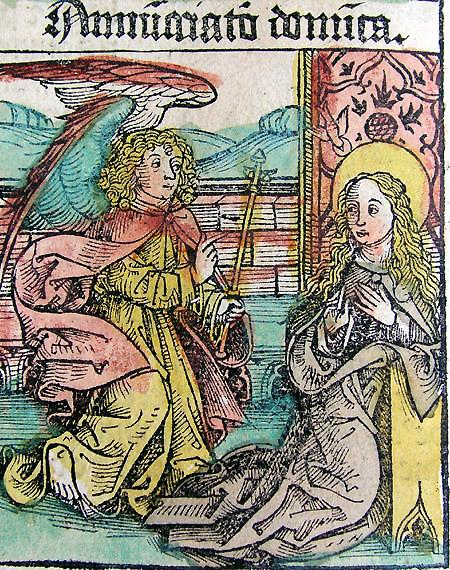
Anunciación
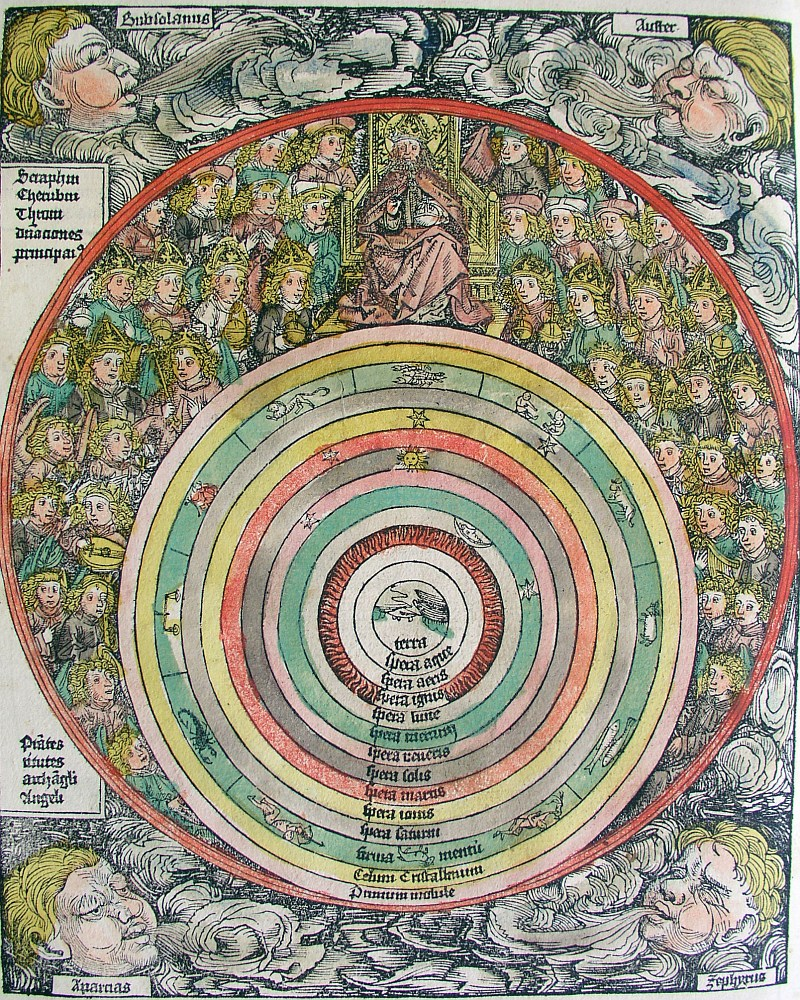
Cosmología
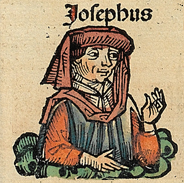
Flavio Josefo
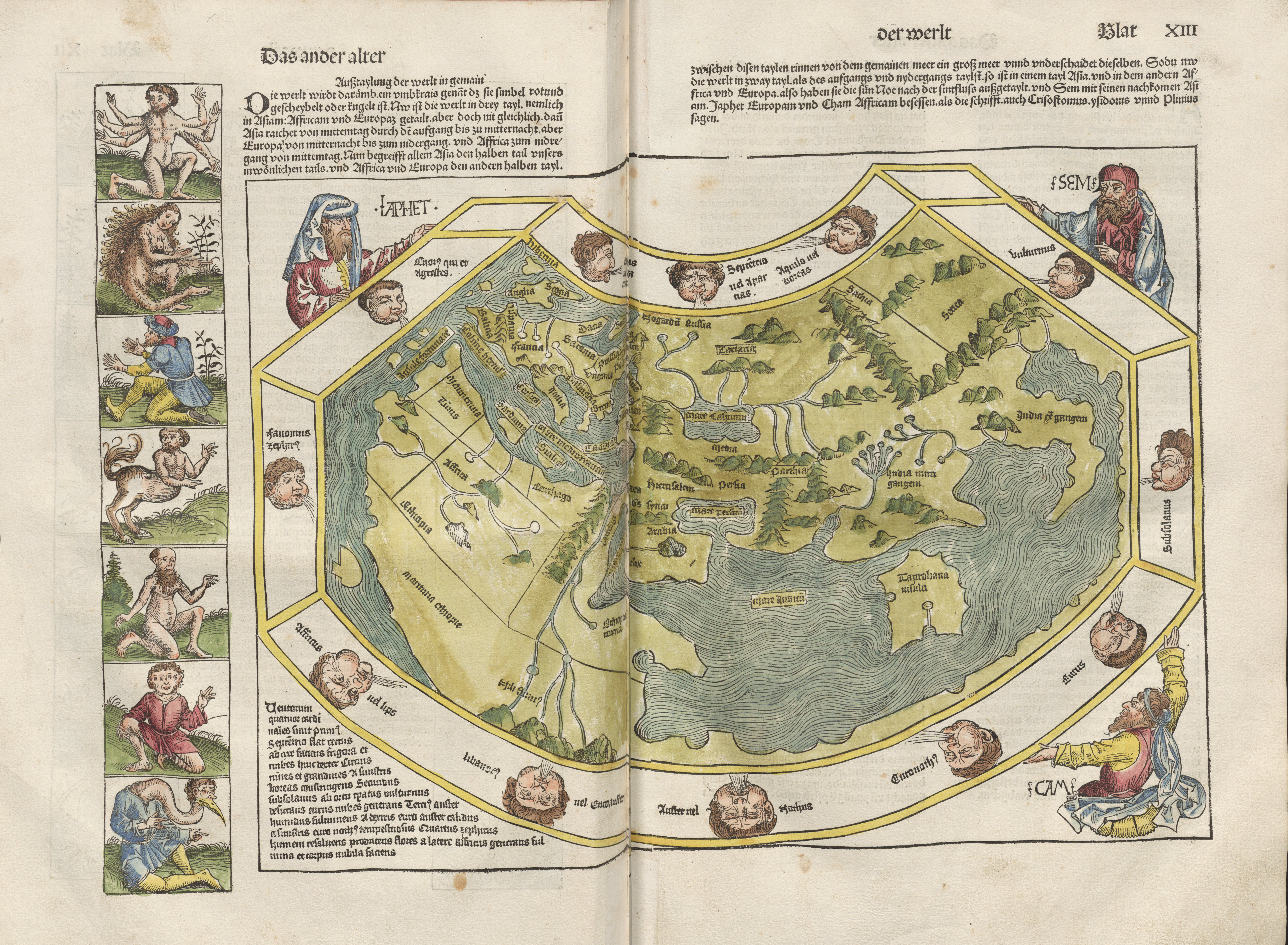
Mapamundi con los tres hijos de Noé y, al margen, siete «razas monstruosas»
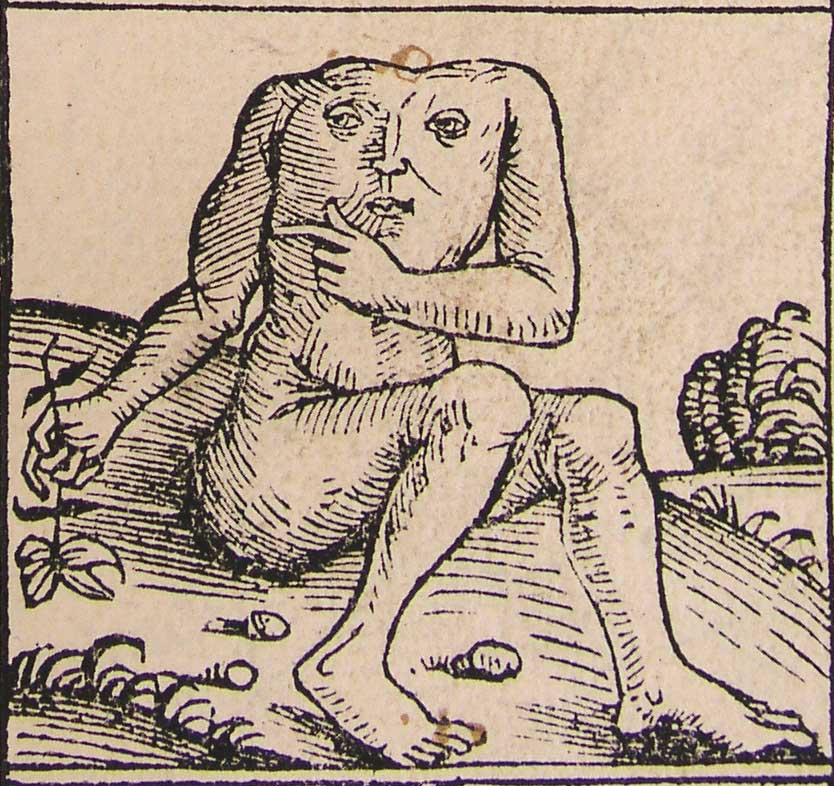
Blemia
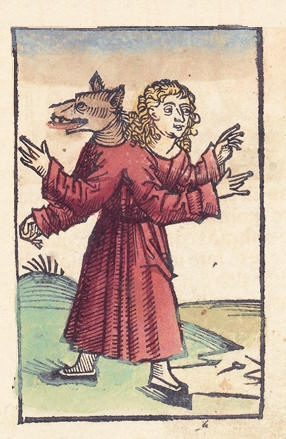
Monstruosidad «monstrum (...) gemini corpis (...) faciem hominis retro canis», fol. 198r
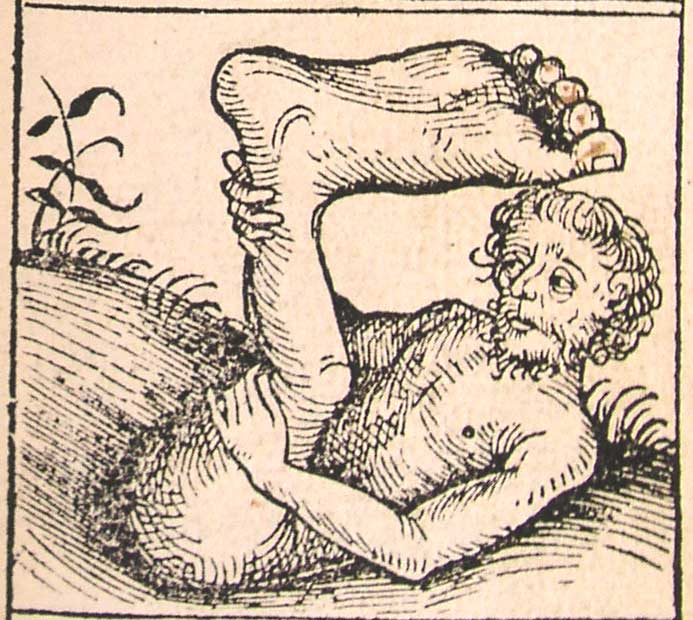
Esciápodo
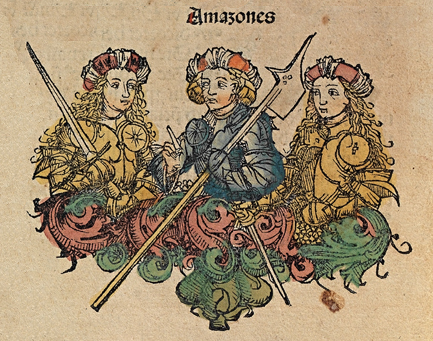
Amazonas